# Phyllonorycter cytisella
Phyllonorycter cytisella är en fjärilsart som först beskrevs av Hans Rebel 1896.  Phyllonorycter cytisella ingår i släktet guldmalar, och familjen styltmalar.
Artens utbredningsområde är Spanien. Inga underarter finns listade i Catalogue of Life.